# Classe Guardamar
Classe Guardamar est une classe de navire de sauvetage de la marine espagnole, mais civile. À ce titre, elle est mise en œuvre par la Sociedad de Salvamento y Seguridad Marítima dépendant du ministère de l'Équipement.

## Dotation
| Code | Nom                                                   | Date de mise en quille | Indicatif | Num. MMSI | Num. IMO | Base                   |
| ---- | ----------------------------------------------------- | ---------------------- | --------- | --------- | -------- | ---------------------- |
| G-40 | Guardamar Calíope                                     | 2008                   | ECOM      | 225391000 | 9541643  | Almería                |
| G-10 | Guardamar Concepción Arenal (ex Guardamar Terpsícore) | 2009                   | ECON      | 224568000 | 9541655  | La Corogne             |
| G-20 | Guardamar Talía                                       | 2009                   | ECOO      | 224184000 | 9541667  | Santa Cruz de Tenerife |
| G-30 | Guardamar Polimnia                                    | 2009                   | ECOP      | 224179000 | 9541679  | Valencia               |